# Soraya Belkadi
Pour les articles homonymes, voir Belkadi.
Soraya Faustino Dos Santos (Belkadi), née le 16 septembre 1976 à Nice, est une footballeuse française évoluant au poste de défenseur, devenue entraîneuse.

## Carrière

### Carrière en club
Soraya Belkadi évolue de 1992 à 1994 à l'Omnium Sports de Monaco  avec laquelle elle est championne de France de deuxième division en 1993. Elle joue de 1994 à 1999 à la VGA Saint-Maur. Elle rejoint ensuite le COM Bagneux, avec laquelle elle est championne de France de troisième division en 2003 puis joue pour le Toulouse FC à partir de 2004, mettant un terme à sa carrière professionnelle en 2008.

### Carrière en sélection
Soraya Belkadi compte une seule sélection en équipe de France féminine, le 3 mai 1998 en amical contre la Suisse.

### Carrière d'éducatrice sportive
Elle travaille à partir de 2008 au sein de l'école de football du Toulouse FC pour les garçons durant quatre saisons dont trois comme responsable de catégorie, et est responsable de la section féminine et entraineur de l'équipe de première division de 2012 à 2014.
Elle rejoint ensuite en 2014 le Montauban FC avec la responsabilité des équipes seniors et l'entrainement de l’équipe DH filles, les amenant jusqu'à la division 2 féminine .
En décembre 2021, après un an de formation au CNF Clairefontaine, elle est diplômée du certificat d'entraîneur de football féminin (CEFF), diplôme nouvellement créé et délivré par la FFF.